# Korarima
Korarima eller etiopisk kardemumma (Aframomum corrorima), är en flerårig liljeliknande ört som är upp till 2 meter hög.
Arten beskrevs först av Alexander Karl Heinrich Braun och den fick sitt nu gällande namn av P.C.M.Jansen. Aframomum corrorima ingår i släktet Aframomum och familjen ingefärsväxter. Inga underarter finns listade i Catalogue of Life.
Bladen är långa med en långsmal spets. Blommorna är ljust lila. Frukten är en upp till centimeter lång röd frökapsel som innehåller runda frön. Korarima är nära släkt med vanlig kardemumma. Korarima kom ursprungligen från Nordostafrika. Kryddan används i Etiopien, främst fill gryträttar, kött och såser, men även bröd, smör, kaffe och te.